# Dresdner Milchversorgungs-Anstalt

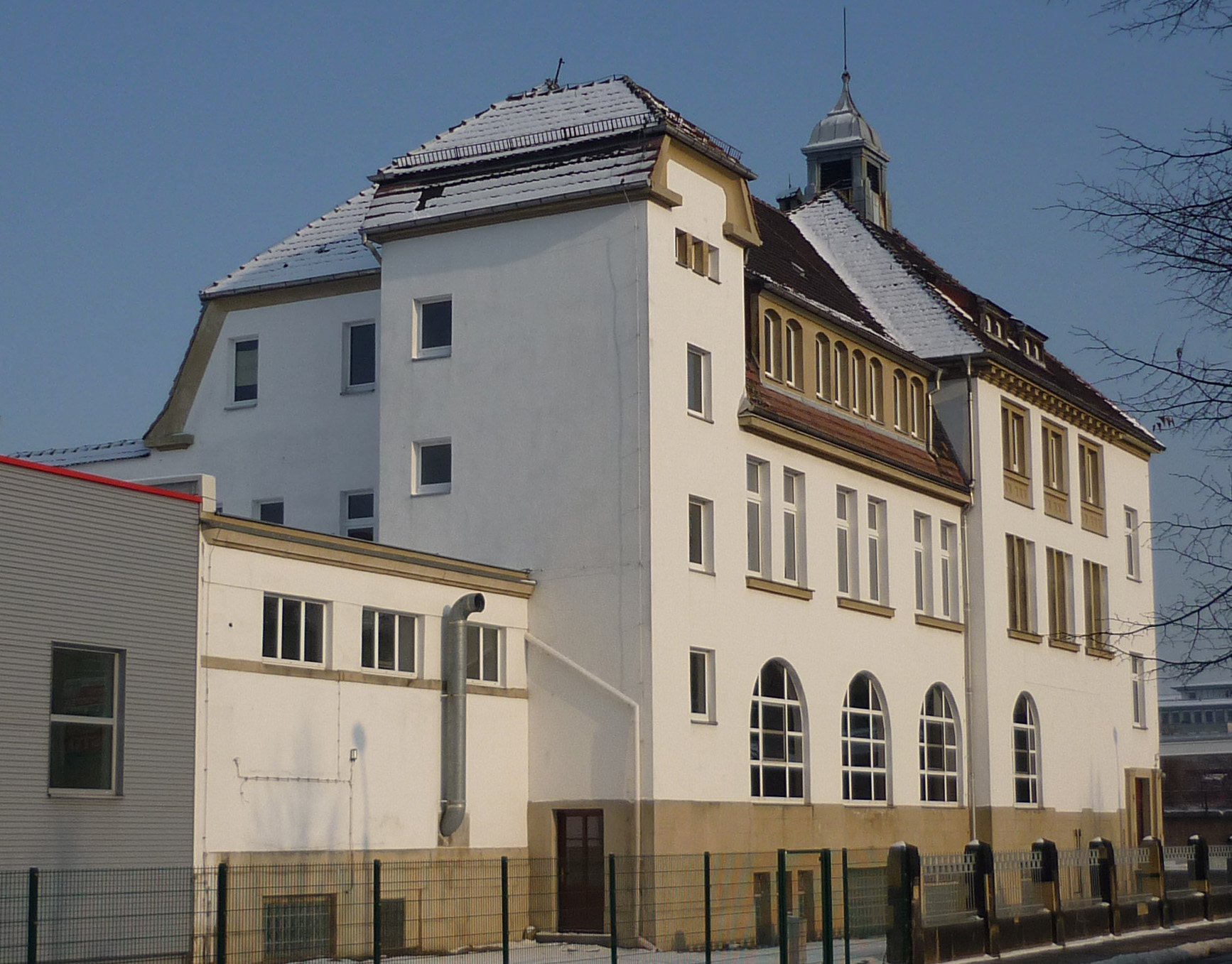
Gebäude der Altstädter Dampfmolkerei, Würzburger Straße 9 in Dresden-Plauen

Die Dresdner Milchversorgungs-Anstalt eGmbH, ab 1923 DREMA AG, war ein Molkerei-Unternehmen mit Sitz in Dresden. Nach 1945 gingen die Produktionsanlagen auf den VEB Dresdner Milchwerke über, 1990 wurde der Betrieb eingestellt.

## Geschichte

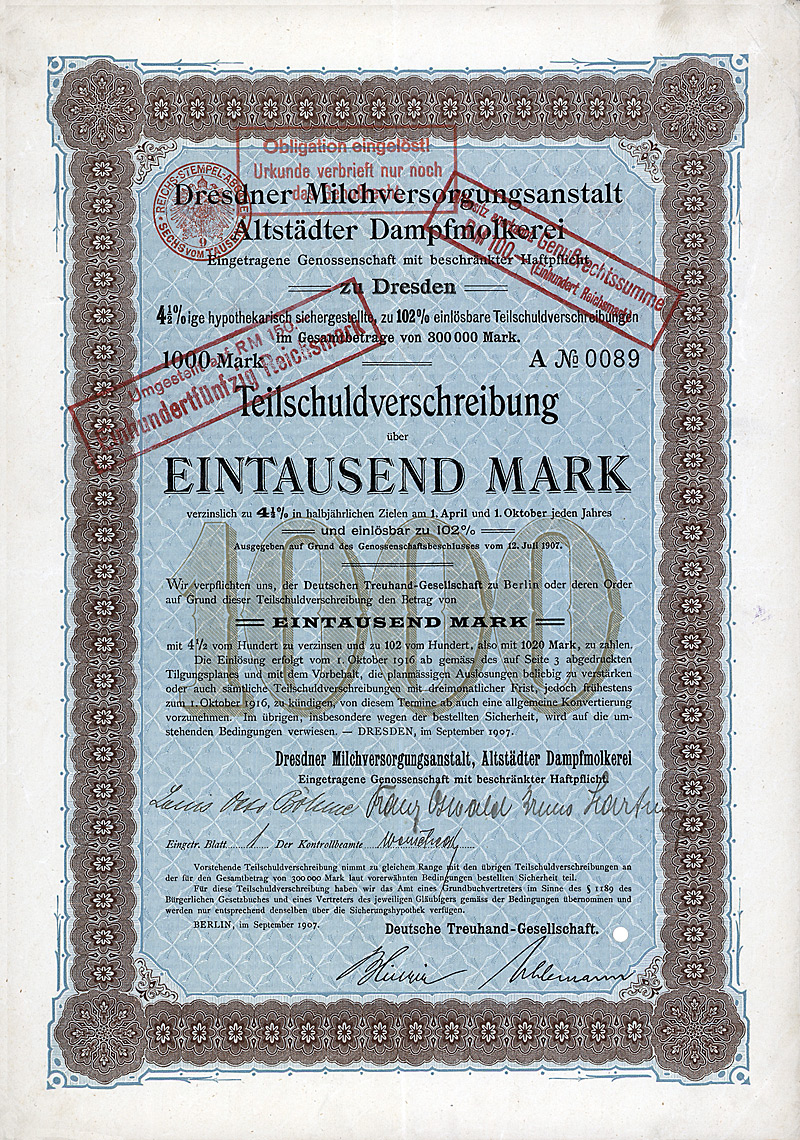
Teilschuldverschreibung über 1000 Mark der Dresdner Milchversorungsanstalt vom September 1907

Das Unternehmen wurde 1905 in der Rechtsform einer eingetragenen Genossenschaft mit beschränkter Haftung (eGmbH) von 355 Milcherzeugern aus dem Dresdner Raum gegründet. 1907 entstand im Vorort Plauen auf dem Grundstück Würzburger Straße 9 die Altstädter Dampfmolkerei mit Produktions- und Verwaltungsräumen. Der sich architektonisch am Jugendstil orientierende Bau wurde von dem Dresdner Architekten und Bauunternehmer Carl Schümichen – möglicherweise in Zusammenarbeit mit dem Dresdner Zweigbüro des Leipziger Zivilingenieurs Rudolph Michel – geplant und gehörte zu den modernsten Großmolkereien seiner Zeit. Die Finanzierung erfolgte durch die Mitglieder der Genossenschaft sowie über eine 1907/1908 aufgelegte Anleihe in Höhe von 400.000 Mark.
Mit ihrer modernen Ausstattung und einer Jahresleistung von ca. 25 Millionen Liter Milch war die Dresdner Milchversorgungs-Anstalt um 1911 die größte Molkereigenossenschaft Deutschlands. Regelmäßig besuchten Fachleute aus dem In- und Ausland den Betrieb, der 1912 von Henry William Wolff als exemplarisch für deutsche Molkereien Aufnahme in sein Standardwerk Co-operation in agriculture fand. Auf der Internationalen Hygiene-Ausstellung Dresden 1911 war die Genossenschaft mit einem eigenen Pavillon vertreten; die Gestaltung dieses temporären Baus übernahm der Architekt Georg Heinsius von Mayenburg.
Die Rohmilch für die Produktion wurde überwiegend von Bauern aus dem Dresdner Umland bezogen und im Plauener Betrieb verarbeitet. Zum Produktionsprogramm gehörten neben Voll- und Buttermilch auch Käse, Butter und Joghurt sowie ein vom russischen Emigranten Pavel Axelrod in der Schweiz patentierter Kefir. Verkauft wurde die Ware in zahlreichen über das gesamte Stadtgebiet verteilten Filialen.
Im Juli 1923 übertrug die Genossenschaft ihre Anteile an eine neugegründete Aktiengesellschaft mit dem Namen DREMA A.G. für Gewinnung, Herstellung und Vertrieb von Lebensmitteln (Eintrag im Handelsregister am 24. August 1923). Die Genossenschaft selbst blieb jedoch weiterhin bestehen und wurde erst 1938 aus dem Genossenschaftsregister gelöscht. Ab 1936 firmierte das Unternehmen als Drema Großmolkerei AG. 1945 wurden die Gebäude in Dresden-Plauen beim Luftangriff schwer beschädigt, die Produktion konnte jedoch nach Instandsetzung der größten Schäden bald wieder aufgenommen werden.
In der Nachkriegszeit wurde die Aktiengesellschaft aufgelöst und der Betrieb in Volkseigentum überführt. Bis 1990 gehörte die Großmolkerei zum VEB Dresdner Milchwerke. Im Zuge der Reprivatisierung wurde dieser Betrieb 1990 von der Südmilch AG übernommen und zur Sachsenmilch AG umfirmiert. Die Leitungsfunktionen wurden weitgehend mit Personen aus dem Südmilch-Vorstand besetzt. Zum Vorstandsvorsitzenden der Sachsenmilch AG wurde Wolfgang Weber, zum Aufsichtsratsvorsitzenden wurde Friedrich Wilhelm Schnitzler gewählt. Jedoch bereits 1991 entstanden finanzielle Probleme bei der Umsetzung des Projekts. Danach wurde die Sachsenmilch AG eine Tochter der Unternehmensgruppe Theo Müller, die unter den Markennamen Sachsenmilch und Käsemeister produziert. Das Unternehmen notierte als erstes in Ostdeutschland mit der ISIN DE000A0DRXC4 an der Deutschen Börse. Mit Fertigstellung der neuen Großmolkerei in Leppersdorf wurde die Produktion in Dresden-Plauen eingestellt. Seit 1994 werden die unter Denkmalschutz
ID-Nr. 09216041 stehenden Gebäude vom Feinkosthersteller Dr. Doerr genutzt.